# Ernesto Lecuona

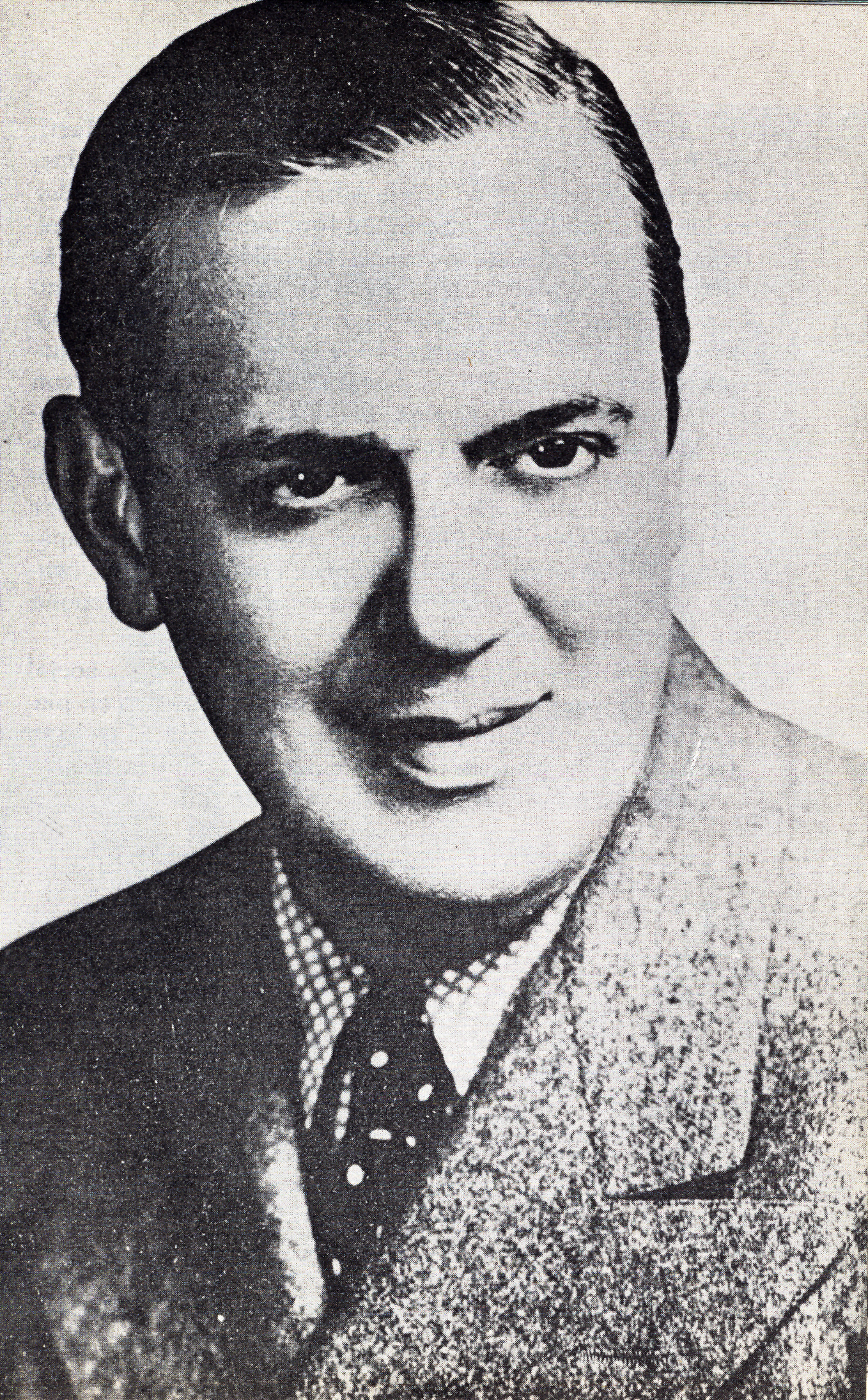
Ernesto Lecuona

Ernesto Sixto de la Asunción Lecuona Casado (* 6. August 1895 in Guanabacoa, Kuba; † 29. November 1963 in Santa Cruz de Tenerife, Teneriffa, Kanarische Inseln) war einer der bedeutendsten kubanischen Komponisten und Musiker des 20. Jahrhunderts und wurde oft als „kubanischer Gershwin“ bezeichnet.

## Leben
Ernesto Lecuona, Sohn des kanarischen Journalisten Ernesto Lecuona Ramos, erlernte das Klavierspiel von seiner Schwester Ernestina (1882–1951), die selbst eine bekannte Komponistin und Klavierlehrerin war. Er war ein Wunderkind und trat schon im Alter von fünf Jahren öffentlich als Pianist auf. Als 11-Jähriger veröffentlichte er seine erste Komposition. Er studierte Klavier, Instrumentation und Orchesterleitung am Konservatorium in Havanna. In den frühen 20er Jahren studierte er kurz bei Ravel in Paris.
Lecuona gründete das Palau Brothers Cuban Orchestra, das er später in Lecuona Cuban Boys umbenannte. Die Gruppe hatte in den 30er und 40er Jahren großen Erfolg in den USA und in Europa. Sie trat auch im frühen Tonfilm Cuban Love Song auf. 1960 verließ er Kuba und lebte in New York City, Tampa und Tallahassee. Er ist auf dem Gates of Heaven Cemetery in Hawthorne im Westchester County, New York begraben.
Ernesto Lecuona war der Cousin des Vaters von Margarita Lecuona. Die kubanische Sängerin und Komponistin pflegte ihn „Onkel“ zu nennen.

## Werk
Er schrieb Werke unterschiedlichster Gattungen, darunter Zarzuelas (er gilt zusammen mit Gonzalo Roig und Rodrigo Prats als Vater der kubanischen Zarzuela), Kantaten und Klavierstücke, bekannt wurde er außerhalb Kubas aber durch seine Lieder: er komponierte mehr als 400 Melodien.
Mit La Malagueña schuf  Lecuona eines der bekanntesten Lieder der lateinamerikanischen Musik und führte es 1927 im Roxy Theatre in New York auf. Die Suite Andalucía (auch Suite Española), in der die Malagueña wieder auftaucht, ist aus dem Jahr 1930. The Breeze and I basiert auf dem Stück Andalucía aus derselben Suite; der Titel wurde einer der größten Erfolge der Sängerin Caterina Valente.
Lecuonas Siboney (1929) aus dem Musiktheaterstück Tierra de Venus wurde ebenfalls eines der bekanntesten lateinamerikanischen Lieder und von verschiedenen Künstlern aufgenommen. Es folgten u. a. die Zarzuela María la O (1930); Para Vigo me voy (Say Si Si); La comparsa; Dust on the Moon; Jungle Drums; Always in My Heart.
Weitere Werke:
Cuba y América (1909); Danzas Cubanas (1911); Vals del Rhin (1912); Suite Española (1928); El Batey (1929); Rosa la China (1932); Rapsodia Negra (1943); El sombrero de Yarey (Oper).

## Filmografie
Lecuona gehörte auch zu den führenden Komponisten des frühen Tonfilms und schrieb unter anderem die Musik zu folgenden Filmen:
- Under Cuban Skies (1931)
- Free Soul (1931)
- Susana Lenox (1931)
- Pearl Harbor
- La cruz y la espada (The Cross and The Sword; Regie Frank Strayer und Miguel de Zárraga, 1934)
- Always in My Heart (1942)
- One More Tomorrow (1946)
- Karneval in Costa Rica (Carnival in Costa Rica) (1947)
- María la O (mexikanischer Film, basierend auf der gleichnamigen Zarzuela)
- Adiós, Buenos Aires (argentinischer Film)
- La última melodía (kubanischer Film)

## Nachwirkung
Der in Amsterdam lebende kubanische Jazzpianist Ramón Valle brachte und bringt dem europäischen Jazzpublikum Lecuonas Kompositionen live näher sowie auf dem 2002 erschienenen Album Danza Negra – Ramón Valle Plays Ernesto Lecuona.
2015 entstand der abendfüllende Dokumentarfilm Playing Lecuona von Pavel Giroud und Juan Manuel Villar Betancort, in dem lateinamerikanische Musiker wie Michel Camilo, Chucho Valdés und Gonzalo Rubalcaba Kompositionen von Lecuona in aktuellen Interpretationen vorstellten; zum Film erschien ein gleichnamiges Musikalbum.